# Plateaux du sud
Les Plateaux du sud (en anglais : Southern Tablelands) sont une région non officielle de la Nouvelle-Galles du Sud en Australie. La région est située à l'ouest de la Cordillère australienne autour des villes de Yass, Crookwell et Boorowa.  
Il s'agit d'un vaste plateau  à environ 900 mètres d'altitude qui a été pratiquement complètement déboisé pour faire paître du bétail. La région est facilement accessible à partir de Canberra
Avec les Hautes Terres du sud, la région forme le district touristique connu sous le nom de « Capital Country ».  
Dans un sens plus large, les Plateaux du Sud regroupent le Monaro, les Hautes Terres du sud et Canberra.